# Camocim
Camocim este un oraș în statul Ceará (CE) din Brazilia.